# 달걀물

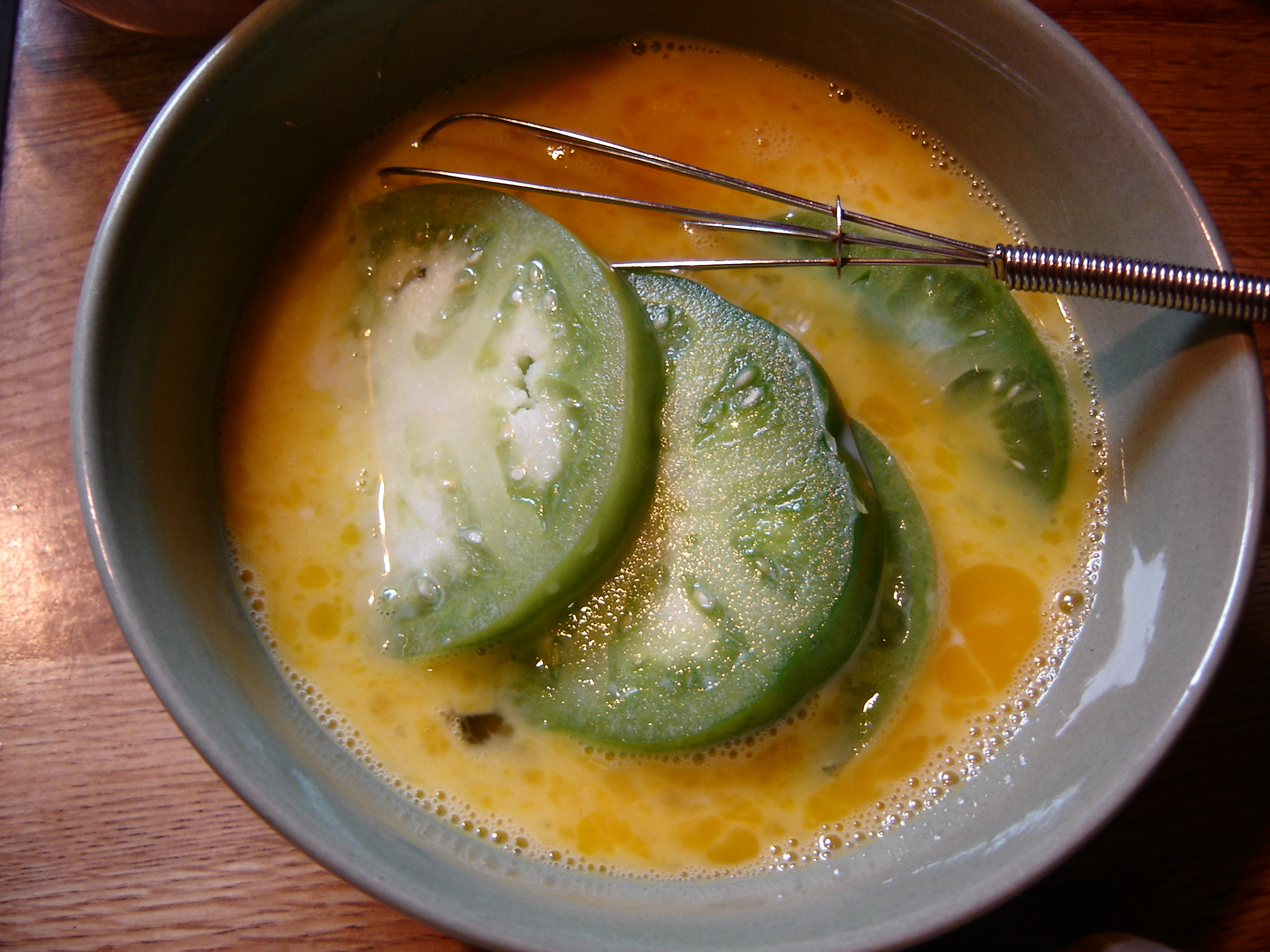
달걀물에 담근 풋토마토

달걀물은 달걀을 푼 것이다. 물이나 우유 등을 섞어 만들기도 한다. 튀김옷을 입힐 때, 또는 지단을 부치거나 프렌치 토스트 등을 굽는 데도 쓰인다.

## 같이 보기
- 반죽물
- 빵가루
- 튀김옷